# Strachotín
Strachotín é uma vila situada no distrito de Břeclav, Morávia do Sul, República Checa. Possui 7968 habitantes (2012) e cobre uma área de 14.19 km².

## Informações Externas
- Escritório Estatístico Tcheco: Municipalidades de Distrito de Břeclav